# Tiarospora westendorpii
Tiarospora westendorpii är en svampart som beskrevs av Sacc. & Marchal 1885. Tiarospora westendorpii ingår i släktet Tiarospora och familjen Phaeosphaeriaceae.   Inga underarter finns listade i Catalogue of Life.